# Procédé Merrill-Crowe
Le procédé Merrill–Crowe est une technique de traitement de la solution de cyanures alcalins issue de la lixiviation du minerai aurifère. Elle porte le nom de ses inventeurs, le métallurgiste américain Charles Washington Merrill (en) (1869-1956) et de l'ingénieur Thomas Bennett Crowe (1876-1940) qui, vers 1900, améliorent ainsi la cyanuration utilisée pour l'extraction de l'or par voie hydrométallurgique.

## Cyanuration de l'or
Pour un article plus général, voir Cyanuration.
La cyanuration est une technique hydrométallurgique d'extraction de l'or mise au point en 1887 par John Stewart MacArthur et les frères Robert et William Forrest. Elle consiste à laver les minerais d'or pauvres par une solution de cyanures alcalins très dilués. Le lixiviat est ensuite mis en contact avec du zinc pour faire précipiter l'or dissous, ainsi que d'autres métaux précieux comme l'argent, le cuivre, etc.
Le procédé a permis une rupture dans l'extraction de l'or. Par exemple, dans le cas du gisement d'or de Witwatersrand, l'or se présente sous la forme de fines particules, et l'amalgamation comme la chloration ne sont capables d'extraire que 55 à 65 % du métal.

## Améliorations de Merrill et Crowe
MacArthur utilise des copeaux de zinc pour faire précipiter l'or de la solution de cyanures. Le métallurgiste américain Charles Washington Merrill (en) (1869-1956) améliore le procédé en 1904 en utilisant de la poussière de zinc. Par la suite, en 1916, son ingénieur Thomas Bennett Crowe (1876-1940) l’améliore en développant un dégazage préalable de la solution, afin de retirer de son air dissous. Le lixiviat est ainsi exposé au vide, dans une cuve, avant l'introduction du zinc. Cette technique de traitement de la solution est appelée le procédé Merrill–Crowe.
L'utilisation de poussière de zinc complique la récupération des particules en suspension chargées en or. Merrill améliore donc parallèlement la filtration du lixiviat après l'addition de zinc. Il adopte les filtres-presse, à la place des filtres à sable utilisés jusque-là.

## État des lieux au début duXXIesiècle
Outre ces deux améliorations remarquables, l'entreprise fondée à San Francisco en 1910 par Merrill, la « Merrill Company », a contribué au perfectionnement des technologies utilisées, ainsi qu'à leur utilisation en fonction des contextes minéralogiques de chaque mine. Depuis cette date, la lixiviation en tas s'est généralisée, les mirerais dits « réfractaires » peuvent être maintenant traités par cette méthode, et les aspects environnementaux sont devenus essentiels. Cependant, le procédé a fondamentalement peu évolué :
« Le procédé Merrill-Crowe est globalement resté intact depuis 1916. Les principales améliorations apportées au procédé depuis cette époque ont concerné la conception et l'efficacité des équipements et de l'automatisation ; les clarificateurs, les tours à vide avec des clayettes modernes et des filtres-presse. Il y a aussi une meilleure compréhension de la chimie du procédé, qui aide à l'optimisation de l'utilisation des réactifs, permettant de réduire les coûts d'exploitation. »
— A. Paul Hampton, Zinc cementation - The Merril-Crowe process
Au début du XXIe siècle, près d'un milliard de tonnes de minerai d'or est traité chaque année par des solutions de cyanure, faisant de ce procédé le plus important mode de traitement chimique de minerai. Depuis les années 1970, le prix de l'or a rendu rentable le traitement des tas de résidu miniers contenant 1 g/t d'or, en utilisant des techniques mises au point pour les traitements des minerais pauvres de cuivre ou des minerais d'uranium.
Les deux principaux procédés de traitement de la solution de cyanure sont, au début du XXIe siècle, la précipitation par le zinc et l'adsorption par le carbone. Cette dernière concurrence le procédé Merrill–Crowe à cause de ses coûts d'investissement et d'exploitation estimés 20 à 50 % inférieurs. Elle est également plus performante si le minerai contient du carbone et est riche en métal, ou s'il est riche en argile (car elle génère un lixiviat difficile à filtrer). Actuellement, l'adsorption par le carbone assure, dans le monde, 70 % du traitement de la solution de cyanures, le reste restant traité par le procédé Merrill–Crowe ou l'électrolyse directe. En effet, ce dernier reste compétitif pour les minerais riches en or, et contenant une quantité significative d'argent. Il peut aussi être utilisé en complément de l'adsorption par le carbone, pour retirer d'autres métaux précieux : dans ce cas, il remplace l'électrolyse directe.